# 石井さやか
石井 さやか（いしい さやか、2005年8月31日 - ）は、東京都渋谷区出身の女子プロテニス選手。WTAランキング自己最高位はシングルス188位、ダブルス298位。身長175cm。右利き、バックハンド・ストロークは両手打ち。ユニバレオ所属。

## 来歴
父は元プロ野球選手の石井琢朗、母は元フジテレビアナウンサーの荒瀬詩織。16歳の時からアメリカ合衆国フロリダ州のIMGアカデミーを練習拠点としている。通信制のS高等学校を卒業した。
2022年11月のビリー・ジーン・キング・カップで初めて日本代表に選出された。2023年の全豪オープンではジュニア女子シングルスとジュニア女子ダブルスでベスト4となった。
2024年の全日本テニス選手権では決勝で齋藤咲良を破って初優勝した。